# Elaeagnus lanpingensis
Elaeagnus lanpingensis — вид квіткових рослин з родини маслинкових (Elaeagnaceae). Поширення: Китай (Юньнань).

## Середовище
Зростає на висотах ≈ 2300 метрів.

## Біоморфологічна характеристика
Це мале дерево або кущ, вічнозелений, заввишки до 5 метрів. Колючки відсутні; молоді гілки сіруваті, тонкі, густо лускаті. Ніжка листка 5–10 мм, трохи темніша за гілки; листова пластинка знизу сріблясто-біла, зверху світло-зелена після висихання, довгаста або довгасто-еліптична, 5–9 × 2–4 см, знизу з дуже щільно притиснутими лусками, зверху незабаром гола, за винятком кількох, більш стійких лусочок біля основи середньої жилки, бічних жилок 7–9 з кожного боку середньої жилки, підняті на обох поверхнях, основа округла, край неглибоко городчастий, верхівка гостра. Квітки в пазушних кластерах по 1–5, білі, густо світло-біло лускаті, луски щільно притиснуті. Квітконіжка сріблясто-біла, ≈ 3 мм. Трубка чашечки трубчасто-лійчаста, 4-ребриста, ≈ 5.5 мм; частки довгасто-трикутні, ≈ 3.5 мм, всередині пухко лускаті, верхівка гостра. Цвітіння: жовтень і листопад.